# Tilapia ismailiaensis
Tilapia ismailiaensis är en fiskart som beskrevs av Mekkawy, 1995. Tilapia ismailiaensis ingår i släktet Tilapia och familjen Cichlidae. IUCN kategoriserar arten globalt som otillräckligt studerad. Inga underarter finns listade i Catalogue of Life.